# Bootrom
Una bootrom (anche boot rom) è un chip di memoria che abilita il boot di un dispositivo hardware. Sono largamente impiegate in diverse tipologie di computer, ivi compresi i microcontroller o le apparecchiature telefoniche quali gli smartphone.

## Descrizione
Consiste in una memoria ROM recante le istruzioni elementari per poter eseguire l'avvio di una periferica similmente come il bootloader presiede il lancio del sistema operativo di un PC. Inoltre, specifiche bootrom permettono l'avvio da server delle workstation connesse in remoto.
Costituisce il primo elemento della periferica, una volta connessa e riconosciuta dal sistema cui è stata collegata (anche a livello di BIOS o di UEFI), a essere eseguito e inizializzato. Appena il rilevamento si conclude con il corretto abbinamento dello specifico driver del bus del dispositivo, la bootrom comincia a eseguire la sequenza d'avvio e impostazione di tutti gli altri elementi (HW o SW) necessari per il funzionamento completo della periferica. Ad esempio, la bootrom di una comune chiavetta USB bluetooth, una volta inserita e avviata, fa rilevare e inizializzare al sistema circa una decina di singoli elementi, ciascuno con il suo apposito driver, di connessione con il PC o Mac o dispositivo iOS e Android: abbinamento audio, push oggetti, sincronizzazione elementi, modem, ecc.

## Esempi
Una bootrom famosa è quella dei dispositivi Apple, data la fama della marca trovare un exploit nella bootrom comporterebbe poter eseguire codice non firmato, tra cui un bootloader (LLB, iBoot) personalizzato. Il che comporterebbe l’esecuzione di un (cfw) firmware personalizzato, oppure downgrade senza firma RSA (codice firmato dal produttore).